# Robin Warren
Pour les articles homonymes, voir Warren.
John Robin Warren, né le 11 juin 1937 à Adélaïde (Australie-Méridionale) et mort le 23 juillet 2024 à Perth (Australie-Occidentale), est un chercheur australien. 
Il a obtenu le prix Nobel de physiologie ou médecine en 2005 (avec Barry Marshall) pour avoir découvert l'implication de la bactérie Helicobacter pylori dans l'évolution des ulcères de l'estomac.

## Biographie
Robin Warren est né à Adélaïde en Australie-Méridionale le 11 juin 1937. Il obtient son diplôme de médecine en 1961 à l'Université d'Adélaïde, et devient pathologiste. En 1968, il commence à travailler au Royal Perth Hospital, où il collaborera avec Barry Marshall à partir de 1981, ce qui les conduira à recevoir conjointement le prix Nobel de Médecine en 2005.
Robin Warren meurt à Perth le 23 juillet 2024.

## Décoration
- Compagnon de l'ordre d'Australie (26 janvier 2007)